# Hunters Creek
Hunters Creek è un census-designated place (CDP) degli Stati Uniti d'America, situato in Florida, nella contea di Orange. La popolazione era di 19833 al censimento del 2020.